# Bzoummar
Bzoummar ou Bzommar (em árabe: بزمار) é uma vila no Líbano. Está a 36 km a nordeste de Beirute com uma elevação entre 920 m e 950 m sobre o Mediterrâneo. É parte da qadaa de Keserwan. Bzoummar é o local do convento da Igreja Católica Armênia construída em 1749, onde a imagem da Nossa Senhora de Bzoummar é apresentada.